# Ea Sin
Xã Ea Sin thuộc huyện Krông Búk, tỉnh Đắk Lắk được thành lập vào tháng 8 năm 2007 trên cơ sở điều chỉnh 1.809 ha diện tích tự nhiên và 1.649 người của xã Cư Pơng; 4.471 ha diện tích tự nhiên và 1.652 người của xã Cư Né.
Xã Ea Sin có 6.280 ha diện tích tự nhiên và 3.301 người.
Địa giới hành chính xã Ea Sin: Đông giáp xã Cư Né; Tây giáp xã Ea Nam, huyện Ea H'leo; xã Ea Kiết, huyện Cư M'gar; Nam giáp xã Cư Pơng; Bắc giáp xã Ea Nam, huyện Ea H'Leo.